# Ciència de l'antic Egipte

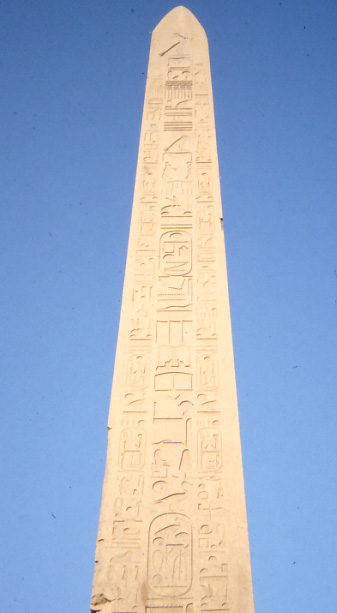
Obelisc de Thutmose III, en Karnak.

La ciència de l'antic Egipte  va gaudir de gran prestigi des de temps remots. És enormement significatiu l'alt nivell que va desenvolupar aquesta civilització i l'amplitud de coneixements que van arribar a dominar. La tradició reflecteix que els homes savis de l'antiga Grècia havien anat a aprendre a Egipte, on hi havia una ciència venerable i un elevat nivell de coneixements científics, tot i que barrejats algunes vegades amb pràctiques màgiques.

## La matemàtica

(L'ull de Horus) Udyat : Jeroglífic s dels primers nombres racionals.

Entre totes les branques de la ciència que van desenvolupar, en la que més van avançar va ser en les matemàtiques.
Al papir Rhind veiem com van arribar a dominar la suma, resta, multiplicació i divisió, sense necessitat de memoritzar taules de multiplicar, resolen equacions amb una incògnita i solucionen problemes pràctics bastant complexos. El denominat Teorema de Pitàgores té el seu precedent a Egipte.

## La geometria
La necessitat de tornar a marcar els límits dels terrenys de cultiu en baixar el nivell de l'aigua del Nil, després de les inundacions anuals, va impulsar el desenvolupament de la geometria i els instruments de mesurament per al càlcul d'àrees, volums i fins i tot del temps.

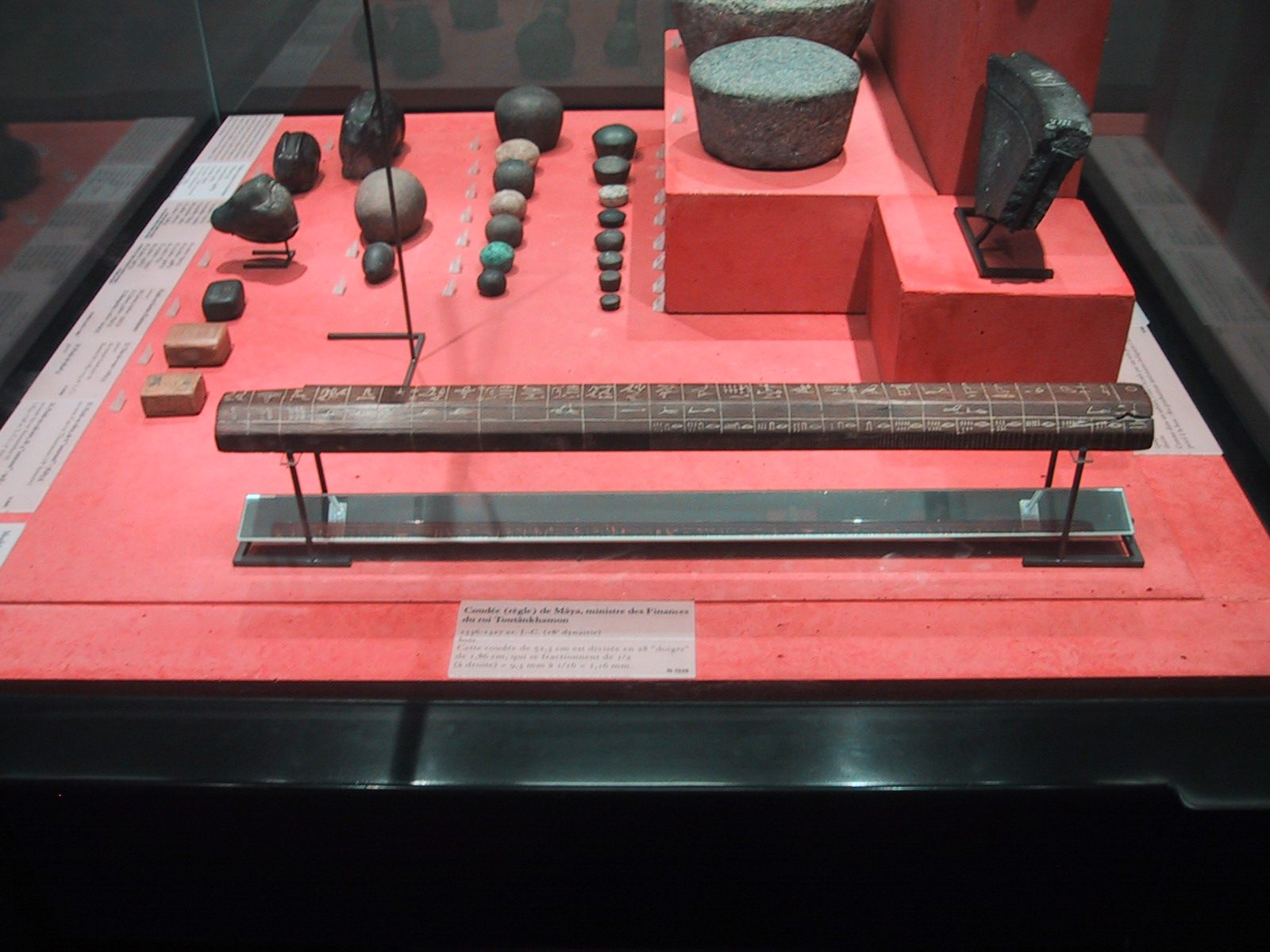
Colze i pesos egípcies. Louvre.

### Unitats de longitud
La unitat de longitud més corrent va ser el  colze , que és la distància entre el colze i l'extrem del dit mig d'una persona. Durant la tercera dinastia, aquesta mesura, de 52,3 cm, va rebre el nom de colze reial . Es dividia en mesures inferiors, com el  pam  i el  dit.

### Els escribes
Els escribes, funcionaris de l'antic Egipte, rebien lliçons de càlcul i escriptura, eren persones instruïdes i cultes. Registraven el nivell del riu Nil (nilòmetre), la producció de les collites, el seu emmagatzematge, realitzaven censos de població i bestiar, registres d'importació i exportació, etc.

## Arquitectura
Els arquitectes reials, amb els seus coneixements de física i geometria, van erigir monumentals edificacions i organitzar el treball de multitudinaris grups d'artistes, artesans i treballadors. El tallat, transport des de les pedreres de Assuan i la col·locació dels pesats obeliscs monolítics de granit o colossals estàtues, implica un alt nivell de coneixements. L'única de les  set meravelles del món  que encara perdura, la piràmide de Kheops, és bon exemple del grau de perfeccionament assolit en les ciències aplicades.

## Medicina
L'historiador grec Heròdot va visitar Egipte al voltant del 440 aC i va escriure extensament de les seves observacions de la seva pràctica medicinal. Atribuïa als antics egipcis la invenció de la medicina.Plini el Vell també va escriure favorablement d'ells en la revisió històrica. Hipòcrates (el "pare de la medicina"), Heròfil, Erasístrat i després Galè van estudiar en el temple d'Amenhotep, i van reconèixer la contribució de l'antiga medicina egípcia a la medicina grega.
El papir Ebers, datat al voltant del 1550 aC, està ple d'encanteris i aplicacions fètides destinades a convertir els dimonis que causen malalties, i també inclou 877 receptes. Els metges, SUNU "els homes dels que pateixen o estan malalts", s'educaven en escoles especials les cases de la vida, com les de Sais i Heliòpolis. La medicina era gratuïta i estava vinculada als temples. Els metges egipcis van classificar les malalties en: les de causes manifestes, com els traumatismes, i les de causes desconegudes, atribuïdes als déus o esperits malignes. La higiene dels metges i de la medicina egípcia, el bany corporal la neteja i bona presentació del metge, era presa molt en compte pels pacients i el govern. El déu de la medicina egípcia, Imhotep, va ser un personatge real divinitzat de la dinastia III. Hesyra que va viure cap a l'any 3000 aC, es creu era el metge més antic conegut. Al temple ptolemaic de Kom Ombo està gravat l'instrumental mèdic de l'època. Altres documents com el papir Edwin Smith (1550 AC), el Papir Hearst (1450 aC), i el Papir de Berlín (1200 aC) també proporcionen informació valuosa sobre la medicina egípcia antiga. El papir Edwin Smith, per exemple, esmenta els mètodes de recerca, la realització d'un diagnòstic del pacient, i l'establiment d'un tractament. Per tant, es considera com un manual d'aprenentatge. Els tractaments consistien en ungüents fets de substàncies animals, vegetals o fruites o minerals.

## Química
L'alquímia egípcia és coneguda principalment a través dels escrits d'antics filòsofs grecs, que al seu torn han sobreviscut sovint només en traduccions islàmiques. Pràcticament no s'ha conservat cap document egipci original sobre l'alquímia. Aquests escrits, si van existir, probablement es van perdre quan l'emperador Dioclecià va ordenar la crema de llibres alquímics després de sufocar una revolta a Alexandria (292), que havia estat un centre d'alquímia, i de ciència en general. Quant a la pròpia substància de l'alquímia greco-egípcia, A.-J. Festugière ha demostrat que va néixer de la trobada d'un fet i d'una doctrina.
No obstant això, recents expedicions arqueològiques han desenterrat evidències d'anàlisi química durant els períodes Naqada. Per exemple, el procés de curtir pells d'animals ja es coneixia al VI mil·lenni aC, tot i que possiblement fos descobert per accident. Altres evidències indiquen clarament que els primitius alquimistes de l'antic Egipte havien inventat el morter de calç ja en el 4000 aC i el vidre en el 1500 aC, i es fabricaven cosmètics, faiança i també negre de peix per a la construcció naval. El papir també havia estat inventat al 3000 aC.
Es creu que el terme «alquímia» deriva de la paraula grega per a Egipte "Khemia", pròpiament derivada del terme egipci "Khem" que feia referència al sòl fosc, fet que es relata en fragments d'escriptura trobats a la tomba del rei Tutankamon.